# زينة (مغنية)
لالة زينة  (1911م - 1993م)، مغنية جزائرية مختصة في طابع أشويق ضمن الموسيقى الأمازيغية. اسمها الحقيقي وردية مهداوي.

## مسيرتها

### النشأة
وُلدت «وردية مهداوي» حوالي سنة 1911م في قرية من قرى عرش آيث ورثيلان في بلدية بني ورتيلان ضمن ولاية سطيف الجزائر.
وهي من أولى النساء الجزائريات القبائليات اللواتي غنين في إذاعة مدينة الجزائر خلال سنة 1936م.

### القناة الإذاعية الثانية
شاركت الفنانة «زينة وردية مهداوي» مع زميلتيها ونيسة حليمة قديم ويمينة فروجة أعراب خلال عام 1936م في تأسيس القناة الإذاعية الثانية الناطقة باللغة القبائلية التي كان يرأسها فتح الله بن حسين.
وكان هذا القسم الإذاعي تابعا آنذاك لمؤسسة إذاعة مدينة الجزائر (بالفرنسية: Radio-Alger)‏ التي تم إنشاؤها قبل ذلك خلال عام 1929م.
فساهم معهما الفنان نور الدين مزيان [الفرنسية] في تحويل هذا القسم الإذاعي إلى مشتلة ثقافية وطنية تلتقي فيها المواهب الفنية الناطقة باللغة الأمازيغية لإنتاج البرامج الإذاعية والسكاتشات والأغاني.
وفي مقر هذه الإذاعة الأمازيغية، الواقع وقتئذ في "شارع بيار بيرتيزين (بالفرنسية: Rue Pierre Berthezène)‏"، تفتقت قريحة الفنانة «زينة وردية مهداوي» مع زميلتها الأخرى حسنة على أداء فني وغنائي متميز.
وكانت «مجموعة لالة ونيسة» هي المؤسِّسة الفعلية للغناء الإذاعي القبائلي في الجزائر، وذلك عبر الثلاثي: ونيسة حليمة قديم، ويمينة فروجة أعراب، وزينة وردية مهداوي.
كما كانت تجهيزات هذا القسم الإذاعي، المدعو "محطة لافارج (بالفرنسية: Station Lafarge)‏"، موجودة في قبو "قاعة ابن خلدون (بالفرنسية: Salle Pierre Bordes)‏" آنذاك.
وكانت الأوركسترا الإذاعية التي أسسها الشيخ نور الدين مزيان [الفرنسية] هي التي سمحت لهؤلاء الفنانات في هذه الإذاعة بتسجيل أغانيهن.
وتكونت هذه الأوركسترا من العديد من الموسيقيين الذين من بينهم «الشيخ الناموس»، «سيد علي أحمد مجدول»، و«الحاج منور» الذين أسهموا في إنشاء وإنجاح المسرح الإذاعي [الفرنسية] والأغنية الساخرة [الفرنسية].
فبزغت حينئذ موهبة فنانين إذاعيين آخرين مع «يمينة فروجة أعراب» من بينهم «كمال حمادي»، و«يوسف عبجاوي»، و«محند رشيد»، و«رشيد مزيان» تحت إشراف الحاج محمد العنقة.
فصارت الفنانة «زينة وردية مهداوي» محاطة إثر ذلك بكوكبة من الفنانات القبائليات اللواتي من بينهن: شريفة، وجيدة، وحنيفة، ووريدة، وونيسة حليمة قديم، ويمينة فروجة أعراب.

### الحصص الإذاعية
شاركت الفنانة «زينة وردية مهداوي» في تنشيط العديد من البرامج الإذاعية خلال مسيرتها الفنية رفقة زميلتيها ونيسة ويمينة ثم الفنانات القبائليات اللواتي التحقن بالقناة الإذاعية الثانية الناطقة باللغة القبائلية.
وأشهر برنامج إذاعي عُرفت من خلال موهبة «زينة» هو أورار لخالات [القبيلية] الذي كان يُعنى بأغاني النساء القبائليات وفق طابع أشويق.
ثم تلاه برنامج إذاعي شهير آخر هو نوبة لخالات الذي كان يُعنى باكتشاف المواهب الغنائية النسوية القبائلية وفق طابع أشويق والفن القبائلي الأصيل.
وكان برنامج نوبة لخالات تطورا ملحوظا في أداء القناة الإذاعية الثانية عبر الانتقال من مجرد بث أغاني طابع أشويق إلى مرحلة إنتاج أغان مصحوبة بأوركسترا.
وقد استمر إنتاج وبث حصة "أورار لخالات [القبيلية] (Urar Lkhalat)" لعشرات السنين على أمواج الإذاعة الجزائرية.

## أغاني أشويق

### أغاني الفنانة زينة
تُعتبر الفنانة «زينة وردية مهداوي» من أشهر مغنيات «أشويق»، ومن بين أغانيها المعروفة:
- 1938م: كرا ن إيمسلاين صغور (Kra n imeslayen sγur).
- 1941م: تيزيزويث (Tizizouith).
- 1947م: إيزلان ن لهني تيبوخارين (Izlan n lḥenni tibuγarin).
- 1950م: آيث ورثيلان (At Wartilan).
- 1956م: آي أزواو (Ay azwaw).

### فيديوهات أغاني زينة
- أغنية: كرا ن إيمسلاين صغور (Kra n imeslayen sγur) على يوتيوب
- أغنية: تيزيزويث (Tizizouith) على يوتيوب
- أغنية: إيزلان ن لهني تيبوخارين (Izlan n lḥenni tibuγarin) على يوتيوب
- أغنية: آيث ورثيلان (At Wartilan) على يوتيوب
- أغنية: آي أزواو (Ay azwaw) على يوتيوب

### مواضيع ذات صلة
- أشويق
- الفن القبائلي
- الموسيقى الأمازيغية
- الإذاعة الجزائرية
- القناة الإذاعية الثانية
- أورار لخالات [القبيلية]
- نوبة لخالات
- أنيسة
- بهية
- جميلة
- جيدة ثامقرانث
- حنيفة
- خدوجة
- شابحة
- شريفة
- علجية
- نوارة
- ونيسة
- يمينة
- منطقة القبائل
- قائمة الأسماء الأمازيغية
- ولاية سطيف
- دائرة بني ورتيلان
- بلدية بني ورتيلان
- عرش آيث ورثيلان

### وصلات خارجية
- الموقع الرسمي لوزارة الثقافة الجزائرية
- الموقع الرسمي لولاية سطيف
- الموقع الرسمي لولاية الجزائر